# Departamento General Ocampo
Das Departamento General Ocampo liegt im Südosten der Provinz La Rioja im Nordwesten Argentiniens und ist eine von 18 Verwaltungseinheiten der Provinz. 
Es grenzt im Norden an das General Belgrano, im Osten an die Provinz Córdoba, im Süden an das Departamento General San Martín und im Westen an die Departamentos General Juan Facundo Quiroga und Rosario Vera Peñaloza. 
Die Hauptstadt des Departamento General Ocampo ist Villa Santa Rita de Catuna.

## Bevölkerung
Nach Berechnungen des INDEC stieg die Einwohnerzahl von 7.331 Einwohnern (2001) auf 7.908 Einwohner im Jahre 2005.

## Städte und Gemeinden
Das Departamento General Ocampo ist in folgende Gemeinden aufgeteilt:
- Ambil
- Colonia Ortiz de Ocampo
- Comandante Leal
- El Fraile
- Los Aguirres
- Los Alanices
- Milagro
- Olpas
- Villa Santa Rita de Catuna